# Андреева-Дельмас, Любовь Александровна
Любовь Александровна Андреева (урождённая Тыщинская или Тещинская; 1884—1969) — оперная (меццо-сопрано) и концертная певица, вокальный педагог, выступавшая под фамилией матери Дельмас.
Обладала красивым звучным голосом, её отличала яркая внешность. Создала на оперной сцене ряд запоминающихся музыкально-сценических образов. Репертуар Андреевой-Дельмас насчитывал свыше 60 партий, различных по характеру.
Её супруг Павел Захарович Андреев тоже с успехом выступал в опере. А. Блок посвятил любимой певице лирический цикл «Кармен» (1914).

## Биография
Родилась 17 (29) сентября 1884 года в Чернигове в семье банковского служащего Александра Амфиановича Тещинского и Зелины Францевны Дельмас.
С детских лет училась музыке под руководством матери, преподавательницы музыки и иностранных языков. Пению обучалась в 1898—1905 годах в Петербургской консерватории (класс Н. Ирецкой), по окончании которой была принята в петербургскую «Новую оперу» (антрепренёр А. А. Церетели), где пела один сезон. В это же время совершенствовала своё мастерство под руководством М. Славиной.
В 1907 году гастролировала в Казани, Екатеринбурге, Самаре. В 1908—1909 годах пела в Киевской опере (вместе с мужем). Киевский художник А. Мурашко написал портрет певицы (частная коллекция, Санкт-Петербург).
В 1909—1911 годах Андреева блистала на сцене петербургского Народного дома (антреприза Н. Н. Фигнера). Её выступления производили неизгладимое впечатление на Александра Блока, который в марте 1914 года писал:

Я смотрю на Вас в «Кармен» третий раз, и волнение мое растет с каждым разом. Прекрасно знаю, что я неизбежно влюблюсь в Вас… Ваша Кармен совершенно особенная, очень таинственная.
В 1913—1919 годах Андреева-Дельмас была солисткой петроградского Театра музыкальной драмы, в 1919—1922 годах — ГАТОБа. В 1923 гастролировала по городам Сибири: Ново-Николаевск, Иркутск, Минусинск, Красноярск, Минусинск, в 1926 году — в Уфе и Самаре. В 1928 принимала участие в гастрольных концертах с артистами МХАТа, в 1930 году — с артистами московского Большого театра.
Важное место в биографии Андреевой-Дельмас занимала педагогическая деятельность, которой она посвятила 16 лет своей жизни. Начиная с 1933 года она преподавала сначала в Музыкальном училище при Ленинградской консерватории, а с 1934 года — в самой консерватории, куда была зачислена ассистентом на кафедру профессора П. Захарова. Работая в качестве сотрудницы профессора, Андреева-Дельмас одновременно вела собственный класс пения и подготовила к выпуску ряд одаренных студентов, которые затем пели во многих известных театрах СССР. Наиболее выдающиеся из них — профессор М. Л. Болотова, доцент И. П. Тимонова-Левандо, заслуженные артистки РСФСР О. Д. Андреева и Т. Е. Смирнова, заслуженная артистка Армянской ССР М. А. Джалалова.
Сама себе закон — летишь, летишь ты мимо, 

К созвездиям иным, не ведая орбит, 

И этот мир тебе — лишь красный облик дыма, 

Где что-то жжёт, поёт, тревожит и горит! 

И в зареве его — твоя безумна младость... 

Все — музыка и свет: нет счастья, нет измен... 

Мелодией одной звучат печаль и радость... 

Но я люблю тебя: я сам такой, Кармен.
В 1938 году Любовь Александровна получила звание доцента, была награждена почетными грамотами за активное участие в массовой работе.
В годы Великой Отечественной войны принимала участие в организации шефских концертов для солдат. В 1944 году была награждена медалями «За оборону Ленинграда» и «За доблестный труд в годы Великой Отечественной войны» (за непрерывные занятия со студентами во время блокады Ленинграда).
Умерла 30 апреля 1969 года в Ленинграде, пережив супруга на 19 лет; похоронена на Красненьком кладбище.

## Память
- На доме в Санкт-Петербурге, где жила Л. А. Андреева-Дельмас, установлена мемориальная доска.
- Любовь Андреева-Дельмас стала прототипом скульптуры Романа Шустрова «Дама с собачкой»[4]

## Роли
- 1916 — Лаура — «Каменный гость» А. С. Даргомыжского